# Daniele Hypólito
Daniele Matias Hypolito (Santo André, 8 de setembre de 1984) és una gimnasta brasilera retirada que va competir en proves de gimnàstica artística.
Daniele va formar part de l'equip brasiler que va conquistar la inèdita vuitena col·locació en els Jocs Olímpics de Pequín, en 2008, en Xina. Entre les principals conquestes de la seva carrera estan la primera medalla mundial conquistada per una gimnasta brasilera, fet aquest aconseguit en l'edició de 2001, i els múltiples podis en els Jocs Panamericans. Va ser triada per dues vegades seguides (2001/02) com la millor atleta brasilera. Daniele és germana del també gimnasta Diego Hypólito.

## Carrera
Filla d'un conductor d'autobús i una modista, Daniele va tenir el seu primer contacte amb la gimnàstica en el SESI de Sant André, a São Paulo. Va arribar al Flamengo el 1994 com a contractada, situació inèdita a Brasil, i va rebre del club habitatge, escola per a si i els seus dos germans, i un salari.
En 1996, va ser la primera en el Campionat Nacional Brasiler en la categoria individual general. A l'any següent va aconseguir tres resultats importants: va conquistar el Campionat Brasiler en el concurs general i va ser primera per equips, en les barres asimètriques i en el terra, en el Campionat Pa-americà. En el Trophee Massila, va ser l'octava la classificació general individual. A l'any subsegüent, la ginasta va sofrir un accident en un autobús, on viatjava amb l'equip del Flamengo, que va deixar set morts i a la seva tècnica Georgette Vidor, paraplègica.
En recuperar-se de l'accident, va fer la seva primera aparició olímpica, en els Jocs de Sidney. En l'esdeveniment, va conquistar les millors col·locacions brasileres en Olimpíades fins llavors, en ser la 21ª col·locada en el concurs general, 17a en les barres asimètriques i en el terra i 16ª en la barra d'equilibri. En 2001, al Campionat Mundial de Gant, va conquistar la primera medalla de la gimnàstica artística brasilera en mundials, la plata en els exercicis de terra, superada només per la romanesa Andreea Raducan.
En el començament de 2003, Daniele es va canviar para Curitiba, on la selecció brasilera entrenava amb el tècnic ucraïnès Oleg Ostapenko. L'atleta no es va adaptar i va tornar para Rio de Janeiro, encara corrent el risc de ser retirada de les dues principals competicions d'aquell any: els Jocs Panamericans de Santo Domingo i el Mundial d'Anaheim. El mateix any, va contreure dengue i es va allunyar dels entrenaments per alguns dies. Integrant de la selecció, va conquistar dues medalles de plata en la travi i en les paral·leles asimètriques, dues medalles de bronze en l'individual general i per equips, totalitzant quatre en el Pa de Santo Domingo.
El 2004, va optar per deixar la tècnica Georgette Vidor i el club del Flamengo per tornar a la Curitiba i entrenar amb Ostapenko i la selecció. El mateix any, va formar part de l'equip brasiler que va disputar els Jocs Olímpics d'Atenes. Novament va conquistar les millors posicions brasileres: per equips, Brasil va conquistar la novena col·locació. Classificada per al final individual, va acabar l'esdeveniment en 12è lloc. L'any posterior, disputant el Campionat Mundial de Melbourne, va quedar en novè lloc general i va vèncer el seu novè campionat nacional.

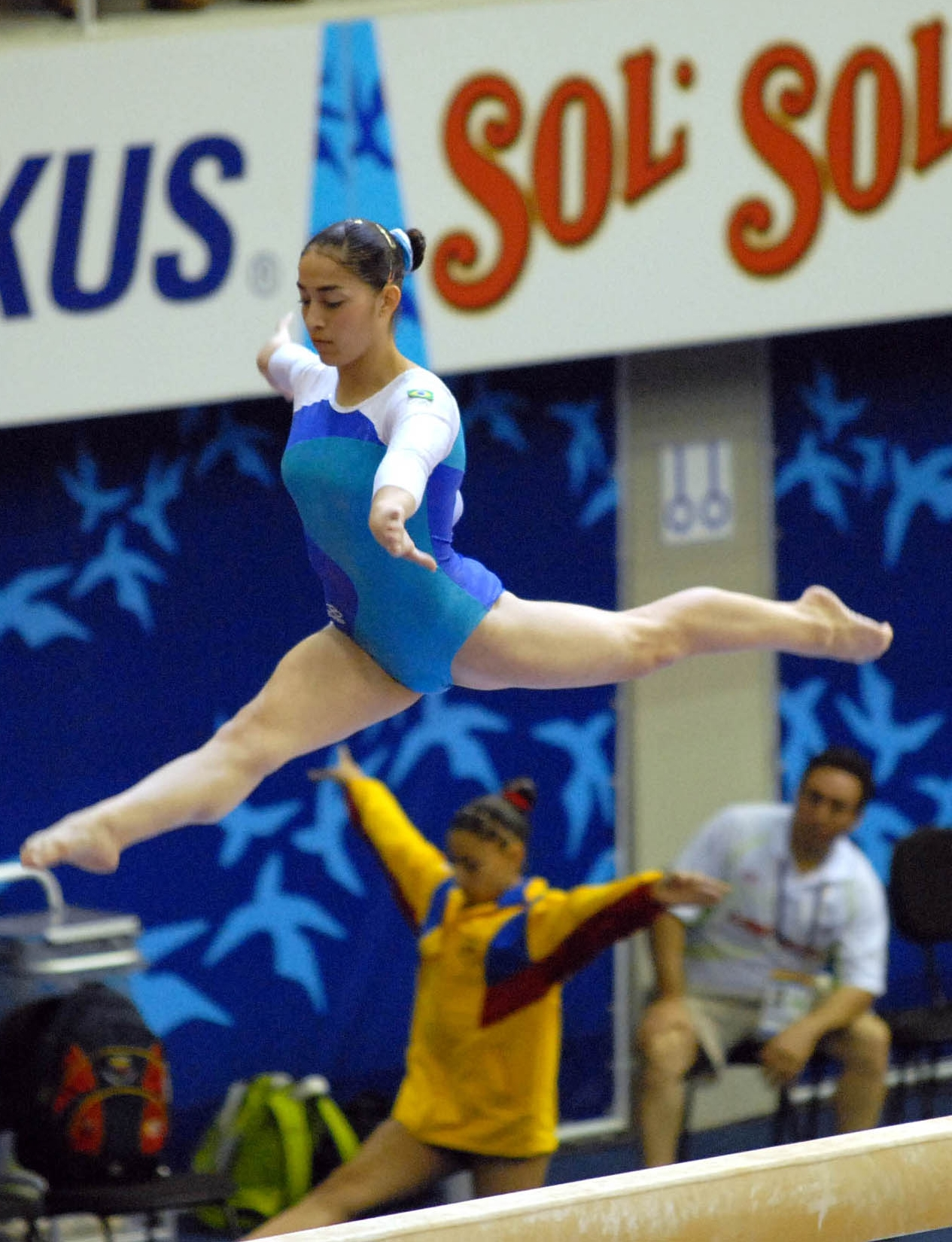
Daniele es presenta en el Pa2007: 5a col·locada en la gimnàstica artística individual

En més una edició del Campionat Mundial, realitzada en Aarhus, Daniele va ser 22ª en el all around i setena per equips. En la Final de Copa del Món de São Paulo, en Brasil, va conquistar la medalla de plata en la travi, enrere de la xinesa Li Ya, medallista d'or. L'any següent, en els Jocs Panamericans de 2007, realitzats en Rio de Janeiro, Daniele va guanyar medalla de plata per equips, enrere de la estatunidenca. A les finals individuals, va ser cinquena en l'individual general, setena en el terra i medallista de bronze en la travi. Encara en 2007, va ser cinquena col·locada per equips al Mundial de Stuttgart.
En la seva tercera participació olímpica, als Jocs de Pequín, Daniele al costat de Jade Barbosa, Daiane dos Santos, Lais Souza, Ana Cláudia Silva i Ethiene Franco, va conquistar la primera i millor col·locació brasilera en una final per equips fins llavors, l'octava. Després de la realització del Jocs, l'atleta va cedir una entrevista al·legant que continuaria en la gimnàstica i amb pretensions de participar dels Jocs Olímpics d'Estiu de 2012, a Londres.
En 2009, va ser l'única representant brasilera en la Universíada de Belgrad, en la qual va conquistar a 17a col·locació en l'individual general. En 2010, va disputar al juny, l'etapa portuguesa de la Copa del Món. S'hi va tornar medallista d'or en dos esdeveniments: salt i terra, en les barres asimètriques va ser tercera col·locada. De tornada a competicions importants, va competir al Campionat del Món 2010. Va quedar 18a a la final de l'exercici complet i desena a la final per equips. L'any 2011, Daniele va ajudar a l'equip brasiler a ocupar la 14a posició al Campionat del Món 2011. També va millorar el seu resultat individual, situant-se en la 13a posició a la final de l'exercici complet. Als Jocs Panamericans de 2011, Daniele va guanyar dues medalles de bronze: a terra (13.75) i a la barra d'equilibri (13.75). Va ajudar al seu equip a quedar cinquena a la competició per equips darrere dels Estats Units, Canadà, Mèxic i Colòmbia; i va quedar 7a en l'exercici complet.
El 2012, la seva primera competició va ser la Prova Olímpica de Gimnàstica 2012 on hi havia en joc les quatre darreres places per als Jocs Olímpics de 2012. Va ajudar l'equip brasiler a classificar-se en quart lloc. A les finals de l'aparells, va obtenir 14.066 en salt i va quedar quarta. La seva companya d'equip Jade Barbosa va guanyar l'or. A l'exercici de terra, va rebre 13.733 i va quedar vuitena.
Hypolito va tornar a guanyar el Campionat Nacional del Brasil el 2014; el seu club, CEGIN, va quedar segon a la prova per equips. Als Jocs Sud-americans de 2014, va ser membre de l'equip brasiler guanyador de la medalla d'or. Individualment, va guanyar l'or a l'exercici de terra i es va col·locar cinquena en l'exercici complet. Hypolito va competir als Jocs Panamericans del 2015 a Toronto, on va quedar tercera amb l'equip brasiler. Hypolito va continuar competint als Campionat del Món de 2015, on va ajudar a Brasil a ocupar el novè lloc a les classificacions, perdent un lloc a la final i obtenint la classificació per als Jocs Olímpics de 2016.
Hypolito va començar la seva temporada 2016 a la Copa del Món de Baku al febrer, on es va classificar per a la final de barres asimètriques i va guanyar la medalla de plata en aquest aparell darrere de l'alemanya Lina Philipp. El març de 2016, Hypolito va viatjar a Jesolo, Itàlia per competir al Trofeu Ciuitat de Jsolo 2016. Hypolito va ajudar a l'equip brasiler a ocupar el segon lloc i individualment va col·locar-se 20a en l'exercici complet. A l'abril, Hypolito va competir a la prova olímpica de Rio, on va actuar en tres proves i va ajudar l'equip brasiler a classificar un equip complet per als Jocs Olímpics.

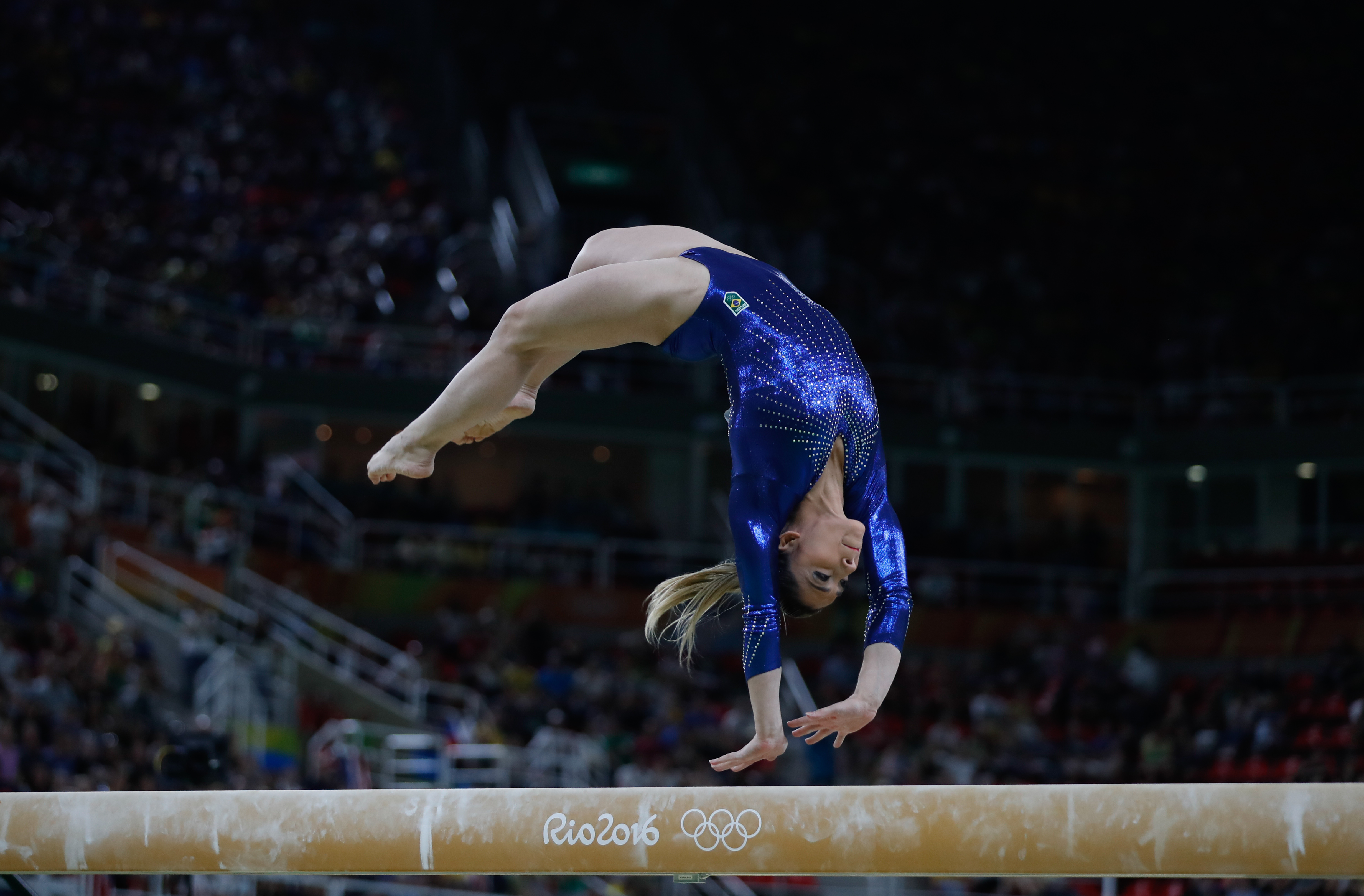
Hypólito als Jocs Olímpics de 2016

Hypolito va competir amb l'equip brasiler als Jocs del 2016, on va ser obtenir les millors puntuacions de l'equip en barra i terra a la ronda de classificació. La seva puntuació de 14.266 a la barra va ser la segona més alta de l'equip brasiler. L'equip es va classificar per a la final, on Hypolito va tornar a ser líder a la barra i va marcar un 14.133.
Va tornar al Flamengo l'any 2020, després d'una estada a São Bernardo. La seva última competició va ser el Campionat de Brasil de 2021.
Des del 2022, actua al circ juntament amb el seu germà a l'espectacle "Abracadabra", de Rede Circus.

## Principals resultats
| Any  | Esdeveniment                              | AA     | Equip  | Salt de poltre. | Biga d'equilibri. | Barres asimètriques. | Sol.   |
| ---- | ----------------------------------------- | ------ | ------ | --------------- | ----------------- | -------------------- | ------ |
| 1996 | Campionat Brasiler                        | Or     |        |                 |                   |                      |        |
| 1997 | Campionat Brasiler                        | Or     |        |                 |                   |                      |        |
| 1997 | Campionat Panamericà                      |        | Or     |                 |                   | Or                   | Or     |
| 1997 | Trophee Massila                           | 8º     |        |                 |                   |                      |        |
| 1999 | Jocs Panamericans                         |        | Bronze |                 |                   |                      |        |
| 2000 | Jocs Olímpics                             | 18º    |        | 16º             | 17º               | 17º                  |        |
| 2001 | Campionat Panamericà                      |        | Argent |                 |                   |                      | Argent |
| 2001 | Mundial                                   | 4º     |        |                 |                   |                      | Argent |
| 2003 | Jocs Panamericans                         | Bronze | Bronze |                 | Argent            | Argent               |        |
| 2003 | Campionat Mundial de Gimnàstica Artística | 24º    | 8º     |                 |                   |                      |        |
| 2004 | Jocs Olímpics                             | 12º    | 9º     |                 |                   |                      |        |
| 2005 | Mundial                                   | 9º     |        |                 |                   |                      |        |
| 2005 | Campionat Nacional                        | Or     |        |                 |                   |                      |        |
| 2005 | Campionat Panamericà                      | Argent | Argent |                 |                   | Argent               | Argent |
| 2006 | Mundial                                   | 22º    | 7º     |                 |                   |                      |        |
| 2006 | Copa del Món - São Paulo                  |        |        |                 | Argent            |                      |        |
| 2007 | Jocs Panamericans                         | 5º     | Argent |                 | Bronze            |                      | 7º     |
| 2007 | Mundial                                   |        | 5º     |                 |                   |                      |        |
| 2008 | Jocs Olímpics                             | 75º    | 8º     |                 |                   |                      |        |
| 2009 | Universíada                               | 17º    |        |                 |                   |                      |        |
| 2010 | Copa del Món - Porto                      |        |        | Or              | 6º                | Bronze               | Or     |
| 2010 | Campionat Brasiler                        | Or     | Or     |                 | Argent            | Or                   | Or     |
| 2010 | Campionat Panamericà                      | 9º     | Bronze | Argent          |                   | 5º                   | 6º     |
| 2010 | Mundial                                   | 18º    | 10º    |                 |                   |                      |        |
| 2011 | Copa del Món - Doha                       |        |        | Or              |                   |                      | Bronze |
| 2011 | Jocs Panamericans                         | 7º     | 5º     |                 | Bronze            |                      | Bronze |
| 2012 | Campionat Panamericà d'Especialistes      |        |        |                 | Or                |                      | Or     |
| 2012 | Jocs Olímpics                             | 37º    | 12º    |                 |                   |                      |        |
| 2013 | Campionat Panamericà d'Especialistes      |        |        |                 |                   |                      | Or     |
| 2014 | Campionat Panamericà                      |        | Argent |                 |                   |                      |        |
| 2015 | Jocs Panamericans                         |        | Bronze |                 |                   |                      |        |
| 2016 | Test pels Jocs Olímpics do Rio de Janeiro |        | Or     | 5º              |                   |                      | 6º     |
| 2016 | Jocs Olímpics                             |        | 8º     |                 |                   |                      |        |
| 2021 | Campionat Brasiler                        |        | Or     |                 |                   |                      |        |